# Piotr Zaradny
Piotr Zaradny, nacido el 16 de febrero de 1972 en Krotoszyn, es un ciclista polaco ya retirado.

## Palmarés
| 1997 - Szlakiem Grodów Piastowskich 1998 - 1 etapa de la Carrera de la Paz 1999 - 2 etapas del Bałtyk-Karkonosze Tour 2000 - 1 etapa del Bałtyk-Karkonosze Tour 2001 - 2 etapas de la Vuelta a Marruecos 2002 - 1 etapa del Dookoła Mazowsza 2003 - 1 etapa del Szlakiem Grodów Piastowskich - 2 etapas del Dookoła Mazowsza - 1 etapa del Inter. Course 4 Asy Fiata Autopoland 2004 - 2 etapas de la Vuelta a Marruecos - 1 etapa del Szlakiem Grodów Piastowskich - 3 etapas del Dookoła Mazowsza | 2005 - 1 etapa del Bałtyk-Karkonosze Tour - Dookoła Mazowsza, más 1 etapa 2006 - 1 etapa del Bałtyk-Karkonosze Tour - 1 etapa del Dookoła Mazowsza 2007 - 1 etapa del Tour de Croacia - 2 etapas del Bałtyk-Karkonosze Tour - 3 etapas del Dookoła Mazowsza - 3 etapas de la Carrera de la Solidaridad y de los Campeones Olímpicos 2008 - 1 etapa del Bałtyk-Karkonosze Tour - 1 etapa del Dookoła Mazowsza - 1 etapa de la Carrera de la Solidaridad y de los Campeones Olímpicos |